# لويزا ستيوارت كوستيلو
لويزا ستيوارت كوستيلو (بالإنجليزية: Louisa Stuart Costello)‏ (9 أكتوبر 1799 - 24 أبريل 1870)؛ كاتِبة، فنانة وشاعرة بريطانية.

## روابط خارجية
- لويزا ستيوارت كوستيلو على موقع ميوزك برينز (الإنجليزية)